# Groß Pampau
Groß Pampau est une commune de l'arrondissement du duché de Lauenbourg, dans le Land du Schleswig-Holstein.

## Géographie
Groß Pampau se trouve à six kilomètres au nord-est de Schwarzenbek.

## Histoire
La première mention écrite de la commune date de 1230. Selon la légende de Lauenburg, Till l'Espiègle serait originaire de Groß Pampau.
Le 1er avril 1939, elle est intégrée avec la commune de Sahms. Après la Seconde Guerre mondiale, elle retrouve son indépendance et s'associe au Amt Schwarzenbek-Land.

### Blason
Il est divisé en trois parties : tout en bas, une colline en argent ; au milieu en bleu, un cétacé en argent symbolisant les fossiles ; et en haut, à gauche une feuille de chêne et à droite la tête d'un cheval rouge.

## Attractions
La gravière de la Kieswerke Ohle & Lau GmbH est devenue un site où l'on trouve des minéraux et des fossiles. La plupart sont des restes d'animaux marins datant du Miocène. Entre 1984 et 1993, on repère et fouille trois squelettes de cétacés vieux de dix millions d'années (Miocène moyen). Ils sont exposés au Musée de la Nature et de l'Environnement de Lübeck. Le mysticète découvert en 1989 porte le nom de Praemegaptera pampauensis.
Depuis 2007, le site n'est plus ouvert au public, il faut avoir une autorisation.

## Source, notes et références
1. ↑  Günther Behrmann: Der Bartenwal aus dem Miozän von Gr.-Pampau (Schleswig-Holstein)., Geschiebekunde aktuell 11(4), 119-126, 1995 DOI 10013/epic.10844.d001 (pdf 1 MB)
2. ↑  (de) « Mineralienatlas - Fossilienatlas », sur mineralienatlas.de (consulté le 25 août 2020).

- (de) Cet article est partiellement ou en totalité issu de l’article de Wikipédia en allemand intitulé « Groß Pampau » (voir la liste des auteurs).